# زیردریایی یو-۱۷ (۱۹۳۵)
زیردریایی یو-۱۷ (۱۹۳۵) (به انگلیسی: German submarine U-17 (1935)) یک زیردریایی بود که طول آن ۴۲٫۷۰ متر (۱۴۰ فوت ۱ اینچ) بود. این زیردریایی در سال ۱۹۳۵ ساخته شد.